# Cucha
Die Cucha, auch Kötscha, war ein arabisches Handelsgewicht in Maskat.
- 1 Cucha = 165,374 Gramm
- 24 Cucha = 1 Maund = 3,969 Kilogramm